# 高力隆長
高力 隆長（こうりき たかなが）は、江戸時代前期の大名。肥前国島原藩2代藩主。官位は従五位下・左近大夫。島原藩高力家3代。

## 生涯
高力忠房の長男として誕生。
元和5年（1619年）、2代将軍・徳川秀忠に拝謁する。明暦元年（1655年）、父・忠房の死去により、島原藩主となる。
政治に熱心ではなく藩の財政再建目的で島原の領民に苛税を強いたため、領民の訴えで寛文8年（1668年）、改易となり、松浦重信、小笠原長勝らに居城の島原城を明け渡す。のち仙台城に幽閉され、仙台藩から扶助料1000俵が与えられた。隆長の弟・政房は3000石を出羽国に移封された。
その後、嫡男・忠弘は下総国の匝瑳郡、海上郡に3000石を与えられ、家督を継ぎ子孫は旗本として存続した。

## 系譜
- 父：高力忠房（1584-1656）
- 母：まん - 真田信之娘
- 正室：永井尚政娘
  - 次男：高力忠弘（1648-1696）
  - 三男：高力秀長
  - 女子：阿野実藤（季信）室
  - 女子：木下利値継室